# Key Center (Washington)
Key Center es un lugar designado por el censo ubicado en el condado de Pierce en el estado estadounidense de Washington. En el año 2010 tenía una población de 3.692 habitantes.

## Geografía
Key Center se encuentra ubicado en las coordenadas 47°19′47″N 122°45′34″O / 47.32972, -122.75944.